# Verónica Baraona
Verónica Baraona del Pedregal é uma advogada e política democrata cristã chilena, ex superintendente de Electricidade e Combustíveis do presidente Ricardo Lagos.
Estudou direito na Universidade Católica. Posteriormente realizou estudos mais específicos em direito de minas e direito de águas na Universidade de Atacama e um diplomado em gestão por concorrências na Universidade das Américas.
Entre 1969 e 1975 desempenhou funções como procuradora e advogada da promotoria da estatal Empresa Nacional de Mineração (Enami).
Em 1990, com a chegada de Patricio Aylwin ao Governo reincorporou-se à 
Enami, desta vez como secretária geral. Durante a administração de Eduardo Frei Ruiz Tagle, entre 1994 e 2000, foi chamada para servir como chefe de gabinete da primeira dama, Marta Larraechea.
Em 2000 Ricardo Lagos nomeou-a superintendente de Electricidade e Combustíveis, responsabilidade que abandonou mal fez sete meses após assumir responsabilidades no meio de uma polémica derivada do pagamento de milionárias indemnizações.
Em 2006 a presidente Michelle Bachelet nomeou-a subsecretaria de Justiça. A começos de 2008 substituiu Marisol Aravena na subsecretaria de Mineração. Deixou o cargo em 2010.
É a mais velha de dez irmãos. Casada com o parlamentar DC Renán Fuentealba, viveu por catorze anos fora de seu país (1975-1988) depois do Golpe de Estado do 11 de setembro de 1973 pelo trabalho do seu marido nas Nações Unidas: esteve três anos em Costa Rica, cinco no Uruguai, quatro no Paraguai e dois e meio nos Estados Unidos.